# Damián Cabrera
Damián Gonzalo Cabrera Rodríguez, noto semplicemente come Damián Cabrera (Montevideo, 23 novembre 1998), è un calciatore uruguaiano, attaccante del Colón.

## Caratteristiche tecniche
È un centrocampista offensivo.

## Carriera
Cresciuto nel settore giovanile della Rampla Juniors ha debuttato in prima squadra il 7 maggio 2016 disputando l'incontro di Segunda División Profesional vinto 2-1 contro il Canadian.